# Saint-Georges (Mozela)
Saint-Georges – miejscowość i gmina we Francji, w regionie Grand Est, w departamencie Mozela.
Według danych na rok 1990 gminę zamieszkiwały 233 osoby, a gęstość zaludnienia wynosiła 29 osób/km² (wśród 2335 gmin Lotaryngii Saint-Georges plasuje się na 812. miejscu pod względem liczby ludności, natomiast pod względem powierzchni na miejscu 746.).